# Attracteur

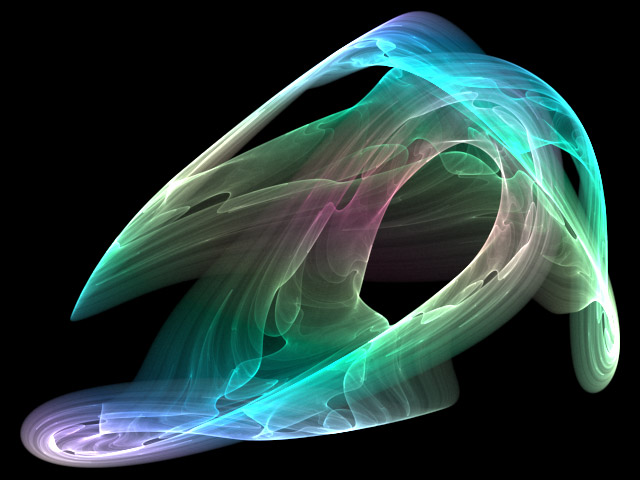
Représentation visuelle d'un attracteur étrange. Le code source permettant de créer ce rendu est disponible en ligne.

Dans l'étude des systèmes dynamiques, un attracteur (ou ensemble-limite) est un ensemble d'états vers lequel un système évolue de façon irréversible en l'absence de perturbations. Constituants de base de la théorie du chaos, au moins cinq types sont définis : ponctuel, quasi périodique, périodique, étrange et spatial. Stephen Smale serait à l'origine du terme attracteur.

## Intérêt
Il n'est pas toujours possible de calculer finement le comportement d'un système composé d'un très grand nombre d'éléments qui interagissent (par exemple un plasma), mais si on arrive à en déterminer un attracteur, on pourra dans une certaine mesure traiter le problème en travaillant sur celui-ci. Cette méthode se montre utile, en ce qui concerne les plasmas, dans les calculs de confinement des tokamaks.
Quelques attracteurs spécifiques expliquent aussi des cas de passage d'un état chaotique à un état ordonné, comme c'est le cas pour la fourmi de Langton ou pour les Planeurs dans le jeu de la vie de Conway. En règle générale, la connaissance des attracteurs permet de savoir partiellement (au moins statistiquement) ce qui va émerger du chaos, alors que la connaissance des éléments individuels du système chaotique n'y aide pas particulièrement.

## Définition
Soit un système dynamique {\displaystyle \Phi :U\subset T\times M\to M} avec {\displaystyle T} l'espace des temps ({\displaystyle t\in T} étant un temps réel continu ou bien discret) et {\displaystyle M} l'espace des phases. Un état {\displaystyle x\in M} évolue par le flot {\displaystyle \Phi ^{t}} selon la trajectoire {\displaystyle t\mapsto \Phi ^{t}(x):=\Phi (t,x)}. Un flot et ses trajectoires associées peuvent être engendrés par l'itération d'une fonction (dynamique discrète), les solutions d'une équation différentielle ou d'une équation aux dérivées partielles.
Il existe plusieurs définitions d'un attracteur suivant les auteurs ou le contexte.

### Attracteur local
Un ensemble {\displaystyle {\mathcal {A}}\subset M} est un attracteur (local) si 
- {\displaystyle {\mathcal {A}}} est positivement invariant c'est-à-dire {\displaystyle \Phi ^{t}({\mathcal {A}})={\mathcal {A}}} pour tout {\displaystyle t>0} ;
- {\displaystyle {\mathcal {A}}} attire un voisinage de lui-même, c'est-à-dire qu'il existe un ouvert {\displaystyle {\mathcal {B}}} contenant {\displaystyle {\mathcal {A}}} tel que pour tout ouvert {\displaystyle {\mathcal {N}}} contenant {\displaystyle {\mathcal {A}}}, il existe {\displaystyle t_{0}\in T} tel que pour tout {\displaystyle t\geq t_{0}}, {\displaystyle \Phi ^{t}({\mathcal {B}})\subset {\mathcal {N}}}. Plus simplement, pour un espace métrique, la distance entre {\displaystyle \Phi ^{t}({\mathcal {B}})} et {\displaystyle {\mathcal {A}}} tend vers 0 quand {\displaystyle t} tend vers {\displaystyle +\infty }.

Le bassin d'attraction de {\displaystyle {\mathcal {A}}} est l'union de tous les ensembles {\displaystyle {\mathcal {B}}} attirés par {\displaystyle {\mathcal {A}}}. Il existe certaines variantes de cette définition principale, typiquement sur la forme de l'invariance requise.
Un point fixe attractif est un exemple typique d'attracteur local, qui est réduit à un singleton.

### Attracteur global
Un attracteur global est un attracteur dont le bassin d'attraction est l'espace des phases  {\displaystyle M} tout entier. Il contient donc l'ensemble de la dynamique asymptotique et aussi l'ensemble des trajectoires invariantes comme les points d'équilibres, les trajectoires périodiques, les cycles limites etc.

### Ensembles α- et ω-limites et attracteurs des points
Si {\displaystyle x} est un élément de {\displaystyle M}, {\displaystyle \omega (x)} désigne l'ensemble ω-limite de {\displaystyle x} qui est l'ensemble des points d'accumulation de l'orbite de {\displaystyle x}{\displaystyle \omega (x):=\{y\in M,~\exists (t_{n})_{n\in \mathbb {N} }\subset T,t_{n}\rightarrow +\infty ,\Phi ^{t_{n}}(x)\rightarrow y\}.}
De même, {\displaystyle \alpha (x)} désigne l'ensemble α-limite de {\displaystyle x}
{\displaystyle \alpha (x):=\{y\in M,~\exists (t_{n})_{n\in \mathbb {N} }\subset T,t_{n}\rightarrow -\infty ,\Phi ^{t_{n}}(x)\rightarrow y\}.}
Ces deux ensembles décrivent le comportement asymptotique, passé ou futur, d'un point de l'espace des phases. On appelle attracteur futur le plus petit ensemble contenant tous les ensembles {\displaystyle \omega (x)} avec {\displaystyle x\in M}, à l'exception peut-être d'un ensemble de mesure nulle. L'attracteur passé correspond à la même définition, mais cette fois-ci avec les ensembles α-limites.
On notera que les attracteurs passé et futur ne sont pas forcément des attracteurs au sens classique. Si par exemple un flot contient un point d'équilibre instable du type point selle qui est relié à un point d'équilibre stable par une orbite hétérocline, alors l'attracteur futur peut être exactement les deux équilibres (quand tous les points de {\displaystyle M} sont attirés par un de ces équilibres) mais un attracteur local ou global au sens classique contient aussi la trajectoire hétérocline.

## Exemples d'attracteurs

### Itération de fonctions
L'étude des suites itératives {\displaystyle x_{n+1}=f(x_{n})} est importante pour de nombreuses méthodes et on est particulièrement intéressé par l'existence d'un attracteur simple comme un point fixe. Mais un tel système dynamique peut aussi avoir des comportements chaotiques comme le montre l'exemple de l'attracteur de Hénon.

### Équations différentielles
De nombreux systèmes issus de la physique sont modélisés par des équations différentielles ordinaires. Les systèmes dissipant de l'énergie ont naturellement des attracteurs très simples, comme c'est le cas du pendule amorti. Mais pour des systèmes plus complexes comme ceux dérivés de la météorologie, on peut obtenir des attracteurs chaotiques, voir l'exemple fameux de l'attracteur de Lorenz, mais aussi de l'attracteur de Rössler.

### Équations aux dérivées partielles
Pour une équation aux dérivées partielles, l'espace des phases est de dimension infinie. Pour obtenir un attracteur, le système doit dissiper de l'énergie et avoir certaines propriétés de compacité. L'attracteur peut alors être de dimension finie, montrant que l'étude asymptotique du système peut se ramener à un système de dimension finie. C'est le cas des équations paraboliques, des équations des ondes amorties ou bien des équations de Navier-Stokes.

### Attracteur étrange
Un attracteur étrange est une suite d'états non périodique vers lequel peut tendre un système dynamique. Dans un espace des phases approprié, l'attracteur étrange est représenté par une courbe complexe pouvant ressembler à une surface et souvent caractérisée par une dimension fractale. Même si la forme est dite « étrange », elle permet d’étudier des phénomènes apparemment désordonnés qui sont influencés par des contraintes déterministes. La stabilité de cet attracteur est la conséquence de la structure sous-jacente du système. L'attracteur étrange sert à « élucider les mécanismes fondamentaux de la turbulence, les réactions chimiques, les prévisions météorologiques, la génétique des populations bactériennes ».
Le terme « attracteur étrange » a été forgé par David Ruelle et Floris Takens (en) pour catégoriser les attracteurs créés à la suite de bifurcations d'un système décrivant l'écoulement d'un fluide.

#### Attracteur étrange non chaotique
C'est en 1984 que les scientifiques Grebogi, Ott, Pelikan et Yorke introduisent la notion de Strange nonchaotic attractor (SNA),. Un attracteur étrange non chaotique, même s'il devient étrange lorsqu'il converge vers une limite, n'est pas dérivable par morceaux et son exposant de Lyapunov est négatif ou nul (il est donc stable ou encore non chaotique). Il est donc peu sensible aux conditions initiales. Il peut être distingué d'un attracteur périodique, quasi périodique et chaotique en appliquant le test 0-1 de la théorie du chaos.
Les systèmes non linéaires périodiques amortis peuvent présenter des comportements dynamiques complexes, comportements qui peuvent se caractériser par des attracteurs étranges chaotiques (où « étranges » indique la géométrie fractale de l'attracteur alors que « chaotiques » indique la sensibilité exponentielle des orbites de l'attracteur). Les systèmes quasi périodiques soumis à des fréquences très élevées sont une extension naturelle des systèmes périodiques ; ils sont le siège de phénomènes plus nombreux, plus complexes. En plus de mouvements périodiques et quasi périodiques, les attracteurs étranges de ces systèmes peuvent présenter des mouvements chaotiques et non chaotiques.
La première expérience qui a démontré l'existence physique d'un SNA remonte à 1990 : un ruban magnétoélastique a été soumis, de façon quasi périodique, à deux signaux de fréquences très élevées.
Depuis, les SNA ont été observés dans les laboratoires, que ce soit dans les rubans magnétoélastiques, les cellules électrochimiques, les circuits électroniques, les décharges lumineuses des tubes au néon et, en 2015, dans les pulsations de l'étoile variable de type RR Lyrae KIC 5520878, ce qui est probablement le premier SNA observé dans un objet naturel,,. L'intensité lumineuse de l'étoile KIC 5520878 varie périodiquement selon deux fréquences indépendantes dont le rapport est proche du nombre d'or.